# Sabia purpurea
Sabia purpurea är en tvåhjärtbladig växtart. Sabia purpurea ingår i släktet Sabia och familjen Sabiaceae.

## Underarter
Arten delas in i följande underarter:
- S. p. dumicola
- S. p. purpurea